# Noose
Pour plus de détails, voir Fiche technique et Distribution.
Noose est un film britannique réalisé par Edmond T. Gréville, sorti en 1948.

## Fiche technique
- Titre français : Noose
- Réalisation : Edmond T. Gréville, assisté de Cliff Owen (non crédité)
- Scénario : Richard Llewellyn
- Musique : Charles Williams
- Pays d'origine : Royaume-Uni
- Format : Noir et blanc - Mono
- Date de sortie : 1948

## Distribution
- Carole Landis : Linda Medbury
- Joseph Calleia : Sugiani
- Derek Farr : Capt. Jumbo Hyde
- Stanley Holloway : Insp. Kendall
- Nigel Patrick : Bar Gorman
- John Slater : Pudd'n Bason
- Edward Rigby : Slush